# Apamea Ragiana
Apamea Ragiana (Greco: Απάμεια) è un'antica città ellenistica della Media. Secondo Strabone si trovava a circa 500 stadi a sud delle porte caspiche, a sudest della città di Rhagae.
La posizione della località non è stata determinata.